# Лукреція (поема)
«Лукреція» — поема 1594 року авторства Вільяма Шекспіра про легендарну римську Лукрецію. У своїй попередній поемі «Венера й Адоніс» (1593) Шекспір вмістив присвятний лист своєму покровителю, графу Саутгемптону, в якому він обіцяв написати «серйознішу працю». Відповідно, «Лукреція» дотримується загалом серйознішого тону.
Вірш починається з прозової присвяти, адресованої безпосередньо графу Саутгемптону, яка починається так: «Любов, яку я почуваю до вашої світлості, безконечна». Він називає поему памфлетом, що описує форму її первинної публікації 1594 року.
Після присвяти йде «Аргумент», прозовий абзац, який підсумовує історичний контекст поеми, який починається in medias res.
Вірш містить 1855 рядків, поділених на 265 строф по сім рядків у кожній. Метр кожного рядка — ямбічний пентаметр. Схема рими для кожної строфи — ABABBCC, формат, відомий як «королівська рима», який використовувався Джеффрі Чосером до Шекспіра та Джоном Мілтоном і Джоном Мейcфілдом після нього

## Місце дії
Дія поеми відбувається безпосередньо перед заснуванням Римської республіки в 509 році до нашої ери. Місцем дії поеми є Рим, Ардеа, двадцять чотири милі на південь від Риму, і Коллаціум, десять миль на схід від Риму.

## Персонажі
- Лукреція — доброчесна жінка
- Коллатін — чоловік Лукреції, офіцер римської армії
- Тарквіній (Секст Тарквіній) — син Луція Тарквінія та офіцер римської армії, який зґвалтував Лукрецію
- Лукрецій — батько Лукреції
- Юній Брут — друг Коллатіна і Лукреція
- Посланець
- Луцій Тарквіній (Тарквіній Гордий) — правитель Риму і батько Тарквінія
- Сервій Туллій — тесть Луція Тарквінія
- Публій Валерій — друг Коллатіна і Лукреція

## Сюжет
Якось у вечорі в місті Ардеа, де точилася битва, розмовляють двоє римських солдатів Тарквіній і Коллатін. Коллатін описує свою дружину Лукрецію блискучими словами — вона красива й цнотлива. Наступного ранку Тарквіній їде до дому Коллатіна. Лукреція вітає його. Тарквіній розважає її історіями про подвиги її чоловіка на полі бою.
Тарквіній проводить ніч у будинку Коллатіна, і розривається від бажання Лукреції. Хіть перемагає, і він йде до кімнати Лукреції, де вона спить. Він простягає руку і торкається її грудей, від чого та прокидається. Вона боїться. Він погрожує убити і збезчестити її, вбивши раба і поклавши два тіла в обійми одне одного, щоб потім стверджувати, що вбив її, тому що побачив в обіймах з рабом. Якщо вона піддасться, Тарквіній обіцяє нічого не розповідати. Лукреція благає безрезультатно, зрештою той її ґвалтує.
Сповнений сорому й провини, Тарквіній тікає геть. Лукреція спустошена, розлючена, на межі самогубства. Вона пише чоловікові листа, просить повернутися додому. Коли приїздить Коллатін, Лукреція розповідає йому всю історію, але не каже, хто це зробив. Колатін вимагає відповіді, та перш ніж розповісти йому, Лукреція змушує солдатів, які також присутні, пообіцяти помститися за цей злочин. Потім вона називає злочинця, і відразу ж дістає ніж, завдає собі удару і помирає. Горе Коллатіна настільки велике, що він також бажає собі смерті. Його друг, Брут, вважає, що помста є кращим вибором. Солдати несуть тіло Лукреції вулицями Риму. Розгнівані громадяни виганяють Тарквінія та його родину.

## Історична довідка
Зґвалтування Лукреції спирається на історію, описану як у «Фастах» Овідія, так і в «Історії Риму» Лівія. Обидва автори писали через кілька століть після подій, і їхні історії не вважають абсолютно точними, частково через те, що римські записи були знищені галлами в 390 році до нашої ери, а історії до цього були змішані з легендами.
Римським правителем був Луцій Тарквіній, або Тарквіній. Через свою зарозумілість і тиранію він також відомий як Тарквіній Гордий. Луцій Тарквіній убив свого швагра та батька, щоб стати правителем Риму. Його син Секст Тарквіній, спадкоємець престолу, є ґвалтівником історії. На початку поеми римська армія веде війну з народом, відомим як вольски, що претендувало на територію на південь від Риму. Римляни облягають Ардеа, вольське місто в 20 милях на південь від Риму.
У 509 році до нашої ери Секст Тарквіній, син правителя Риму, зґвалтував Лукрецію, дружину Коллатіна, одного з аристократичних васалів. Внаслідок Лукреція покінчила життя самогубством. Її тіло показав на Римському форумі племінник правителя. Це спровокувало повномасштабне повстання проти Тарквініїв під проводом Луція Юнія Брута, вигнання їх родини та заснування Римської республіки.

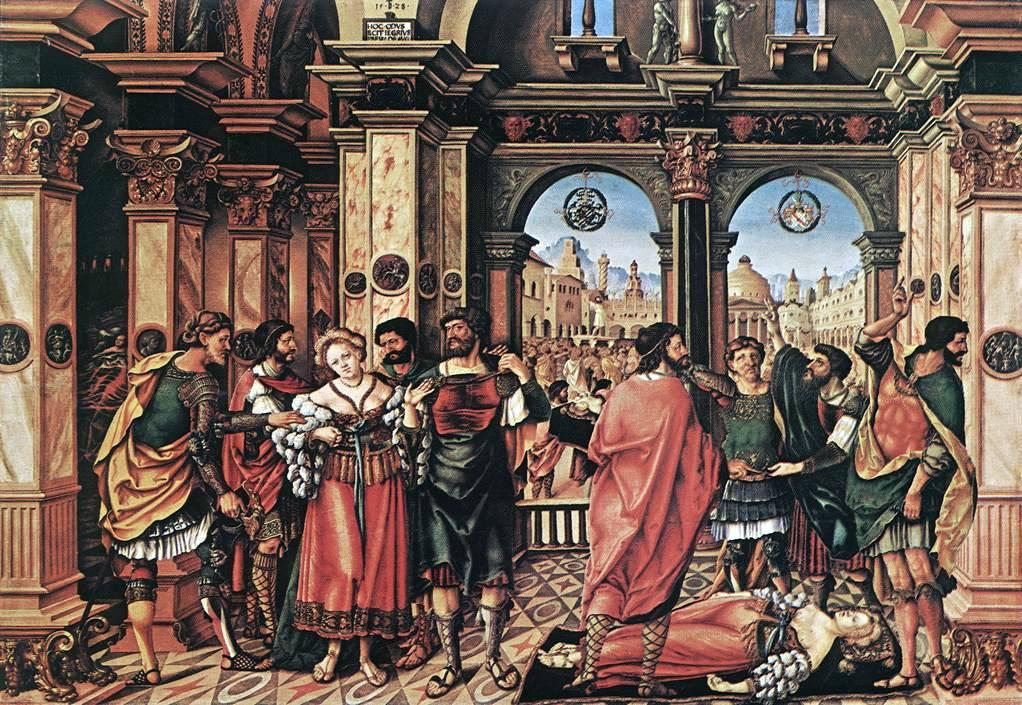
Самогубство Лукреції Йорг Брей Старший

## Аналіз і критика
«Лукрецію», один із найперших творів Шекспіра, було опубліковано через рік після «Венери та Адоніса». Її розглядають як трагічну поему, надзвичайно багату на поетичні образи, фантазії та метафори, що розповідає моралізаторську історію про злочин, що його спричинило, як це сталося та трагічні наслідки.
У постструктуралістському аналізі поеми Джоел Файнеман стверджує, що «Лукреція», як і сонети Шекспіра, деконструює традиційну поетику хвали. Файнеман зауважує, що трагічні події поеми запускає гіперболічна хвала Коллатіна Лукреції; саме його красномовство розпалює профане бажання Тарквінія. Це не факт цнотливості Лукреції, а радше те, що її чоловік вихваляє доброчесність дружини, що надихає Тарквінія на злочин: «Так, доброчесну! З тих наймень і слів/Нещадно-гостре в нім зросло жадання» (8–9). Похвала Коллатіна парадоксальним чином створює обставини, які зруйнують життя як жінки, яку він вихваляє, так і цілісність самої риторики похвали. Крім того, сама поема привертає увагу до власної співучасті у фатальній риториці хвали Коллатіна: «сама поема виконує або активує те саме слово хвали, про яке вона говорить», цитуючи, у першому рядку другої строфи, власне вживання слова «доброчесну» в останньому рядку першої строфи: «Дружину Коллатіна доброчесну» (7). Для Файнмена початкове самоцитування вірша є лише одним із прикладів того, як «власна риторичність вірша... перформативно причетна до зґвалтування, яке в ньому розповідається». Інакше кажучи, початок вірша підкреслює внутрішній зв’язок між мовою поетичної похвали та сексуальним насильством. У тих самих початкових строфах «Лукреції» також визнається, що та сама поетична риторика є частиною цієї більшої літературної традиції, яка притягує до себе хвалу та насильство.
Феміністичний аналіз поеми Джейн Ньюмен зосереджується на зв’язку з міфом про Філомелу та Прокну з VI книги «Метаморфоз» Овідія. У прочитанні Ньюмен традиція насильницької жіночої помсти за зґвалтування, представлена міфом про Філомелу, витісняється в Шекспірівській «Лукреції». Поема Шекспіра ледь помітно натякає на міф Овідія, але не представляє метод помсти Прокни та Філомели як автентичний варіант для Лукреції. Хоча Лукреція не втрачає мову після зґвалтування (на відміну від понівеченої Філомели), Ньюмен стверджує, що вірш фактично обмежує здатність Лукреції діяти саме через оспівування її самопожертви: «Очевидний контраст мовчазної Філомели, позбавленої можливості такого впливу на політичний момент, до якого вона належить, фактично виводить самогубство Лукреції як єдину форму політичного втручання, доступну жінкам». За іронією долі, риторичне красномовство Лукреції блокує можливість того, що вона сама могла б шукати більш активної, насильницької відплати Тарквінію, її ґвалтівнику, і монархічному режиму, який він представляє. Натомість помсту мають здійснити агенти-чоловіки, що діють від її імені, зокрема Брут, засновник Римської республіки, який наслідує саможертовну риторику Лукреції, коли очолює повстання проти батька Тарквінія, правителя Риму.

## Переклад українською
Вперше переклад поеми українською з англійської здійснив Михайло Литвинець у 1986 році.